# Лисейцев, Николай Константинович
Николай Константинович Лисейцев (род. 13 марта 1936) — советский и российский авиационный инженер, учёный, профессор МАИ, лауреат Государственной премии СССР (1986).

## Биография
Родился 13 марта 1936 года. Окончил Харьковский авиационный институт (1959).
В 1959—1966 годах работал в Таганроге в ОКБ Г. М. Бериева.
С 1966 года в МАИ: аспирант, ассистент, старший преподаватель, доцент, профессор кафедры «Проектирование самолётов». Ученик Николая Александровича Фомина. С 1966 по 1973 год заместитель декана факультета № 1; с 1975 по 2004 год — заместитель заведующего кафедрой по научной работе, с 1976 по 1989 год по совместительству — начальник отдела отраслевой научно-исследовательской лаборатории автоматизированного проектирования МАИ. Читал курсы «Проектирование самолётов».
В 1992 году защитил докторскую диссертацию по теме «Развитие теории и методов проектирования самолётов на базе новых информационных технологий».
С 1994 года несколько лет был заместителем главного редактора журнала «Известия высших учебных заведений. Авиационная техника».

## Награды и звания
- Государственная премия СССР (1986) — за учебник «Проектирование самолётов» (1983, 3-е издание)[3]
- Почётный работник высшего профессионального образования Российской Федерации (2003)[2]
- Золотая медаль им. П. В. Деметьева (2015)[4]

## Научные труды
- Проектирование самолётов : учебник для студентов, обучающихся по основным образовательным программам высшего образования по специальности 24.05.07 «Самолето- и вертолетостроение», по направлениям подготовки 24.03.04 «Авиастроение» и 24.04.04 «Авиастроение» / М. А. Погосян, Н. К. Лисейцев, Д. Ю. Стрелец и др.; под редакцией академика РАН М. А. Погосяна. — М.: Инновационное машиностроение, 2018. — 863 с. : ил., табл.; 25 см. — (В для вузов).; ISBN 978-5-6040281-5-5
- Подсистема автоматизированного формирования облика дозвукового транспортного самолёта : Учеб. пособие / Н. К. Лисейцев. — М.: МАИ, 1980. — 54 с. : ил.
- Лисейцев Н. К., Самойлович О. С. Вопросы машинного проектирования и конструирования самолетов : Учебное пособие. — М.: МАИ, 1977. — 84 с.
- Основы автоматизированного проектирования самолётов : Учеб. пособие для авиац. спец. вузов / С. М. Егер, Н. К. Лисейцев, О. С. Самойлович. — М.: Машиностроение, 1986. — 231,[1] с. : ил.
- Особенности проектирования реактивных самолётов вертикального взлета и посадки / В. В. Володин, Н. К. Лисейцев, В. З. Максимович; Под ред. С. М. Егера. — М.: Машиностроение, 1985. — 222 с. : ил.
- Список трудов Н. К. Лисейцева в каталоге Российской национальной библиотеки